# Conselho Superior dos Tribunais Administrativos e Fiscais
O Conselho Superior dos Tribunais Administrativos e Fiscais (sigla: CSTAF) é o órgão superior de gestão e disciplina dos juízes da jurisdição administrativa e tributária de Portugal. Tem sede em Lisboa.
O Presidente do Supremo Tribunal Administrativo é, por inerência, Presidente do Conselho Superior dos Tribunais Administrativos e Fiscais.
O Conselho é ainda composto por:
- Dois vogais nomeados pelo Presidente da República;
- Quatro vogais eleitos pela Assembleia da República;
- Quatro vogais eleitos pelos magistrados judiciais sendo:
  - Um juiz conselheiro do Supremo Tribunal Administrativo;
  - Um juiz desembargador dos Tribunais Centrais Administrativos;
  - Dois juízes de Direito.

Integra ainda o Conselho, sem direito a voto, um juiz de Direito que exerce as funções de Juiz-Secretário.
O Conselho não é um órgão jurisdicional (não é um tribunal), mas antes um órgão administrativo. 
Das deliberações do Conselho Superior dos Tribunais Administrativos e Fiscais cabe recurso para o Supremo Tribunal Administrativo.